# 堀正敏
堀 正敏（ほり まさとし）は、日本の獣医学者。東京大学大学院農学生命科学研究科教授、全国大学獣医学関係代表者協議会会長、日本獣医薬理学・毒性学会会長、日本学術会議会員。日本獣医学会賞受賞。

## 人物・経歴
東京都生まれ。1984年日本獣医畜産大学（のちの日本獣医生命科学大学）獣医学部卒業、獣医学士。1986年同大学大学院獣医学研究科獣医学専攻修士課程修了、獣医学修士。1988年同博士課程中退、東京大学農学部獣医学科助手。
1994年東京大学博士（獣医学）。同年テキサス大学サウスウェスタンメディカルセンター生理学教室客員研究員。
2004年東京大学大学院農学生命科学研究科助教授。2005年森永奉仕会賞受賞。2011年日本獣医学会賞受賞。2018年東京大学大学院農学生命科学研究科教授、日本医療研究開発機構iD3キャタリストユニット代表。
2019年東京大学農学部副学部長。2022年日本獣医薬理学・毒性学会会長。日本学術会議連携会員を経て、2023年日本学術会議会員、全国大学獣医学関係代表者協議会会長、日本獣医学会常任理事（業務執行理事・獣医学教育改革担当理事）。